# Aleksandr Rogožkin
Aleksandr Rogožkin (Leningrado, 3 ottobre 1949 – San Pietroburgo, 23 ottobre 2021) è stato un regista russo.

## Filmografia parziale

### Regista
- Čekist (1992)
- Osobennosti nacional'noj ochoty (1995)
- Osobennosti nacional'noj rybalki (1998)